# 波兰王国 (1025年—1385年)
波兰第一王国（波蘭語：Królestwo Polskie，国际音标：[kruˈlɛstfɔ ˈpɔlskʲɛ]；拉丁语：Regnum Poloniae），是一个始于1025年第一任国王波列斯瓦夫一世加冕，终于1385年立陶宛大公约盖拉迎娶波兰女王雅德维加，是波兰与立陶宛大公国共同被雅盖洛王朝联合统治之前这一期间内的波兰国家。

## 早期王朝

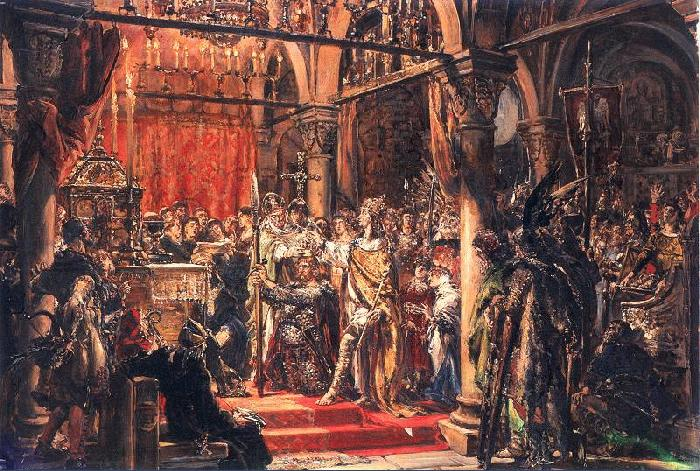
第一个国王加冕, 扬·马泰伊科; 它描绘了波列斯瓦夫一世加冕的场景。

波兰王国发展起来的基础，是由自十世纪以来就十分卓越的皮雅斯特王朝奠定的。梅什科一世对基督教的信仰为波兰成为基督教国家铺平了道路。在公元1000年的格涅兹诺大会上，波兰被认为是神圣罗马帝国和教宗的一员。虽然多年来波兰的人们不是被国王，而是被公爵统治的，但是在1025年，公爵波列斯瓦夫一世被加冕为波兰国王。这标志着一个波兰王国的建立。

### 建立
1025年，皮雅斯特王朝的勇敢者波列斯瓦夫一世在格涅兹诺大教堂加冕成为波兰的第一位国王，并在获得教皇若望十九世的加冕许可后将波兰的地位从公国提升为王国。波列斯瓦夫去世后，他的儿子梅什科二世兰伯特继承了王位，并继承了父亲的大片领土，包括大波兰（含马佐夫舍）、小波兰、西里西亚、波美拉尼亚、卢萨蒂亚、摩拉维亚、红鲁塞尼亚和上匈牙利。然而，1031年，当一系列农民起义爆发时，他被迫放弃头衔并逃离波兰，这就是后来的异教反动，基辅大公雅罗斯拉夫一世从东方入侵波兰，而此时米什科二世正在卢萨西亚与神圣罗马帝国皇帝康拉德二世作战。雅罗斯拉夫一世拥立他的盟友，米什科二世的同父异母兄弟贝斯普里姆公爵为波兰统治者。然而由于动乱，波兰王国遭受了领土损失，实际上沦为了一个公国。

### 分裂时期
在1102年至1138年期间统治的公爵波列斯瓦夫三世试图通过把波兰政府置于一个更加正式的基础之上的方式来结束各个继承人之间反复不断的纠纷斗争。在他的遗嘱中，他把他的领土分成了五份，并把它们分封给他的五个儿子。
为了确保统一，他创建了高级原则，规定了王朝最年长的成员应当作为高级公爵，并且他拥有超过其他公爵的权力。高级公爵除了统治他继承的公国，还统治了一个不可分割的高级领土——一块以克拉科夫为主城的从波兰中部南北向延伸的广阔土地。高级公爵的特权还包括了对于波美拉尼亚，一块神圣罗马帝国封地的统治。 

12-13世纪的波兰教堂

尽管高级公爵的头衔会落在那个最年长的王朝成员身上，其他四个公爵的头衔还是能在波列斯瓦夫儿子们的后裔中继承下来。然而不久这个原则就随着公爵们之间的纷争被打破了，他们不顾自己实际的资历年龄而都想为自己争取到高级公爵的头衔。这个原本为了使国家更统一而做出的决定却反而导致了国家的分裂加剧，并且还导致了君权的下降。波兰亦受到了波希米亞王國的普热米斯尔王朝国王们的影响，但日后他们的王朝在波兰站稳脚跟之前就已先消亡了。
1241年蒙古軍隊攻入波兰，且在莱格尼察擊败了波蘭及條顿騎士团联军（史称莱格尼察战役），使波兰受到沉重的打擊。
1275年瓦迪斯瓦夫一世獲得了高級公爵，此事終結了波蘭貴族中的權力紛爭，之後他統一了波蘭王國中許多的親王國，並在1320年時加冕為王。其子卡齐米日三世大幅度地加強了波蘭王國在國外及國內事務的影響力。

## 王朝更迭及與立陶宛的聯盟
卡齊米日三世是皮雅斯特王朝最後一位男性成員，且由他的外甥，安茹王朝的洛约什一世所繼承。 在洛约什一世治下，於匈牙利和波蘭聯盟時期王國持續增長。 
由於洛约什一世並未擁有兒子，他的女兒雅德维加成為了波蘭王國的繼承人。依據克雷沃联合的規定，她嫁給了立陶宛大公国的雅盖沃大公，而後者改宗了天主教。此婚姻不但締造了波蘭與立陶宛的聯合王朝，並且在接下來的四個世紀中將這兩個國家的前途緊密地結合了起來。